# Cyclone-4
O Cyclone-4 (em ucraniano: Циклон-4), também conhecido como Tsyklon-4 e Tsiklon-4, foi um veículo de lançamento descartável ucraniano, de pequeno porte, que estava sendo desenvolvido pelo renomado escritório estatal de engenharia Yuzhnoye Design Bureau, situado na cidade industrial Dnepropetrovsk, Ucrânia.
Este foguete, que é membro da família de foguetes Tsyklon, foi desenvolvido a partir de seu antecessor Cyclone-3, que era conhecido por sua eficiência, sendo suas únicas falhas devidas ao terceiro estágio. Por isso o Cyclone-4 tem praticamente a mesma constituição do seu antecessor, a não ser pelo último estágio, que foi totalmente reprojetado, para que o índice de falhas chegasse a zero.
O lançamento de satélites, a partir deste foguete, seria comercializado pela empresa binacional Alcântara Cyclone Space, que ficaria situada em Brasília, Brasil.

## Especificações
O Cyclone-4 era um veículo de lançamento de três estágios construído com base no foguete Cyclone-3, e usava os mesmos dois primeiros estágios. As novas características estavam em grande parte concentradas no novo terceiro estágio:
- O terceiro estágio tinha uma capacidade três vezes maior de propelente;
- O novo motor RD-861K com capacidade de múltiplas ignições (3 a 5 vezes);
- Um moderno sistema de controle capaz de realizar injeções orbitais precisas;
- Uma nova coifa derivada do Ariane 4. Tinha um diâmetro de 4 metros, temperatura controlada e  condições de limpeza no interior.

O Cyclone-4 também tinha um sistema de abastecimento aprimorado, permitindo uma captura segura dos vapores tóxicos de seu combustível hipergólico.
Esse novo sistema seria capaz de colocar 5,300 kg em órbita terrestre baixa, ou até 1,800 kg em uma órbita geoestacionária.

## Locais de lançamento
O Cyclone-4 seria primariamente lançado do Centro de Lançamento de Alcântara no Brasil. Lançamentos em outros locais, incluindo o  Cosmódromo de Baikonur e o  Cosmódromo de Plesetsk, também estavam planejados.

## Histórico de desenvolvimento
O desenvolvimento começou em 2002, com um voo inaugural previsto para 2006. Seguido de um série de atrasos na produção, o lançamento estava previsto para novembro de 2013. O voo inaugural estava previsto para 2015. A Alcântara Cyclone Space foi estabelecida como a provedora de serviços de lançamento para o Cyclone-4, que havia sido planejado para ser lançado a partir de uma plataforma de lançamento proposta no Centro de Lançamento de Alcântara, no Brasil, que daria ao foguete acesso a todos os regimes orbitais. No entanto, o Brasil desistiu da parceria com a Ucrânia em 2015, citando preocupações com o orçamento do projeto, a situação financeira em andamento nos dois países, mas também influenciado por questões ambientais devido aos propelentes altamente tóxicos, além de dúvidas de mercado para esse tipo de lançador. A Yuzhnoye começou a desenvolver um derivado de dois estágios do Cyclone-4, o Cyclone-4M, para a Maritime Launch Services, um provedor de serviços de lançamento canadense. O novo foguete está programado para entrar em serviço em 2020.